# チラデンテス

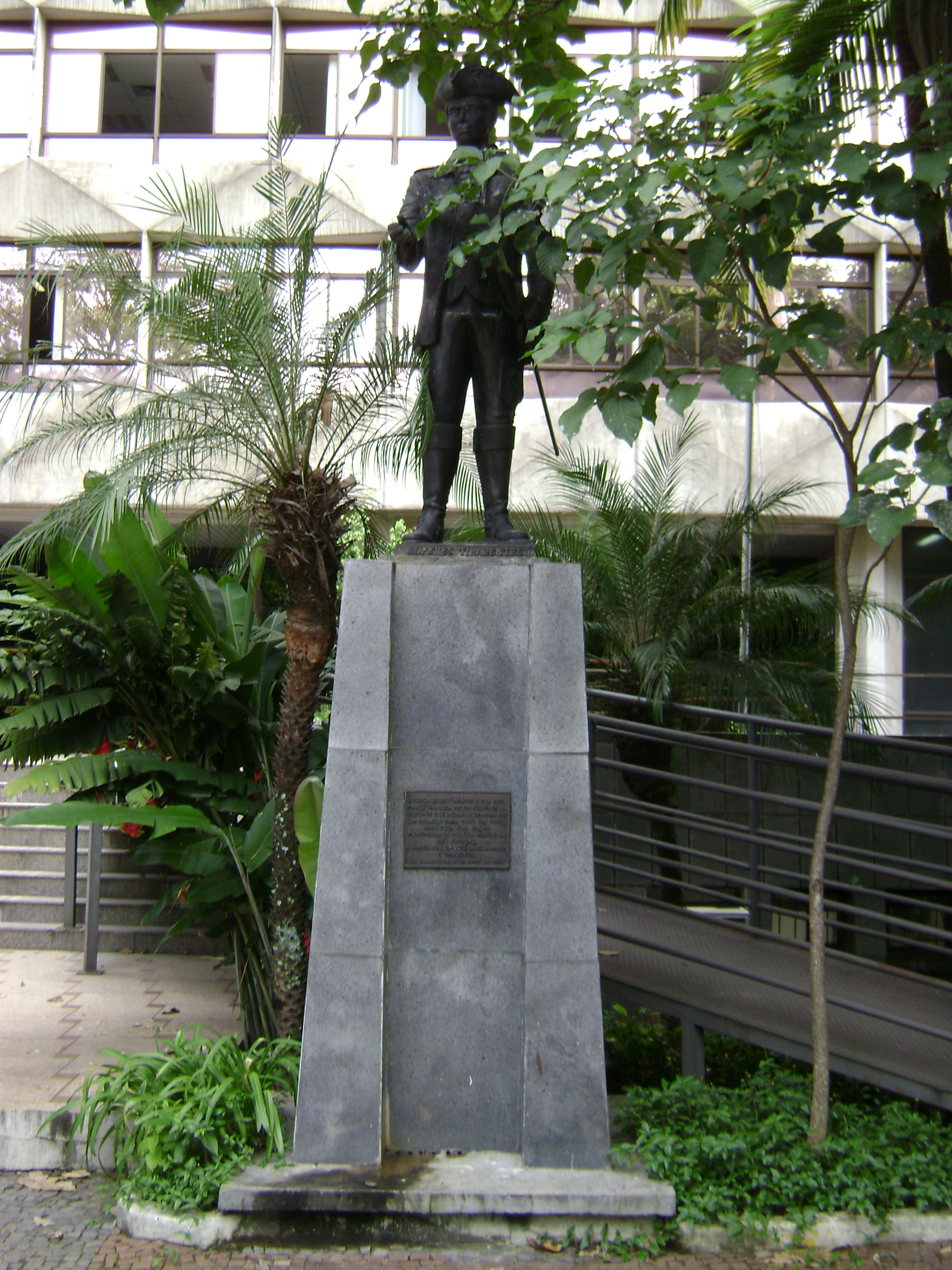
ベロオリゾンテにある立像

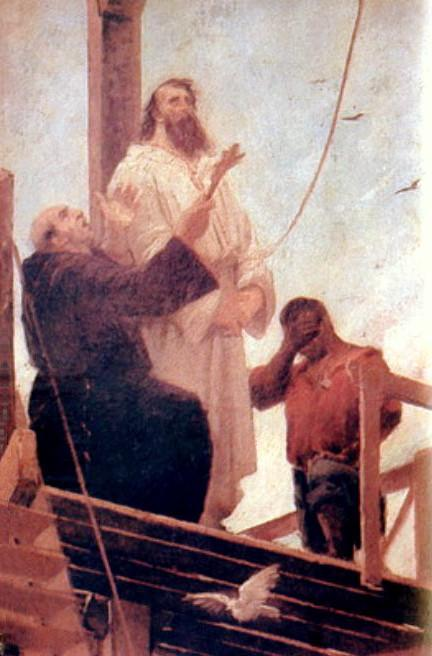
処刑直前のチラデンテス

チラデンテス（Tiradentes）、本名ジョアキン・ジョゼ・ダ・シルヴァ・シャヴィエル（ブラジルポルトガル語: Joaquim José da Silva Xavier、1746年8月16日 - 1792年4月21日）は、ブラジルの独立運動の先駆者で、ポルトガルの支配に抵抗し、ブラジルの独立に大きく貢献した。最終的にポルトガル政府に逮捕され処刑されたが、現在はブラジルの英雄として広く国民に知られている。ティラデンテスとも呼ばれる。

## 生い立ち
ブラジル南東部のミナスジェライス州サン・ジョアン・デル・レイの近郊にある小さな村の貧しい農家の息子として生まれた。両親の死後、名付け親に引き取られヴィラ・リッカに移り住んだ。
チラデンテスは外科医だった家庭教師に育てられたため、公教育は受けていないものの高い教育が施され、歯科医師になった。チラデンテスとはポルトガル語で「歯を抜く」という意味をもっていて、この通称は彼の職種に由来している。彼は歯科医師の他にも牛追いや炭坑夫などいくつかの職業を経験しており、ミナスジェライス地方の竜騎兵連隊の一員でもあったが、地元貴族ではなかったため昇進は少尉止まりであった。

## 政治的思想
チラデンテスは金に恵まれた地方に住んでいたことで養われた鉱物に関する知識を元手に公共サービスの事業に参加して、金をポルトガルに運ぶのに使われていたヴィラ・リッカ - リオデジャネイロ間の道路沿いにある町に仕事で行くことになった。当時、ブラジルはポルトガルの植民地であり、ポルトガルは多くの金を欲していたが、ブラジルにおける金の産出量は減少の一途をたどっていた。ブラジルはポルトガルの求める量の金を用意することができず、それに対するデラマ税（デハマ、derrama）とよばれる追徴税をポルトガル政府から求められていた。赴任してから彼は金をはじめとする多くの鉱山資源がポルトガルに流れ出しているのを目の当たりにして、いかにブラジル人がポルトガル人に搾取されているかを知った。彼は赴任地までの道のりの途中でヨーロッパ人から自由のための独立という概念を学んだ後、1788年にヴィラ・リッカ地方の軍司令官の息子であるジョゼ・アルヴァレス・マーシェル（José Alvares Maciel）と出会い、ともに独立運動のグループを立ち上げ、このグループはブラジル中に独立思想を広めようと活動した。
ルソーの思想とアメリカ独立革命から影響を受け、チラデンテスは自由を求めるミナスの陰謀に加わった。これは独立と大学設立を求めるものであった。その団体の旗は現在ミナスジェライス州の州旗として使用されている。

## 逮捕・裁判と処刑
ブラジルにおける独立を求める動きが活発になった1789年2月のデラマ税徴収の日に、チラデンテスは独立運動を展開した。しかしこの運動は仲間内の裏切りによりポルトガル政府に摘発され、1789年5月10日に逮捕された。裁判は3年に渡り続いた。11人に死刑が宣告されたが、マリア1世により首謀者とみなされたチラデンテス以外の10人は流刑に減刑され、チラデンテスは処刑が確定した。リオデジャネイロで絞首刑に処され、遺体は切断され晒された。享年45。

## 国民的英雄
チラデンテスの名は19世紀末からブラジル独立の英雄としてブラジル中に知られるようになった。彼が処刑された4月21日は、1889年にブラジルの祝日に制定されている。